# Лямбда Змеи
Лямбда Змеи, (англ. Lambda Serpentis) — звезда, которая находится в созвездии Змея на расстоянии около 38,3 световых лет от нас.

## Характеристики
λ Змеи относится к тому же классу звёзд, что и наше Солнце — жёлтым карликам главной последовательности. Её масса равна 1,18 массы Солнца, температура поверхности составляет 5877 градусов по Кельвину. Полный оборот вокруг своей оси звезда совершает за 26 суток.

## Ближайшее окружение звезды
Следующие звёздные системы находятся на расстоянии в пределах 20 световых лет от λ Змеи:
| Звезда       | Спектральный класс  | Расстояние, св. лет |
| γ Змеи       | F6 V                | 6,0                 |
| Росс 508     | M4 V                | 8,0                 |
| Глизе 3967   | M V                 | 9,5                 |
| OT Змеи      | M0-9 Ve             | 9,8                 |
| ψ Змеи       | G2.5-5 V / ? / ?    | 10                  |
| 18 Скорпиона | G1-5 V-Va           | 15                  |
| L 989-20     | G-M3,5 V / ?        | 15                  |
| α Волопаса   | K1,5 IIIpe          | 16                  |
| ζ Геркулеса  | F9-G0 IV / G7-K0V   | 18                  |
| ξ Волопаса   | G8 Ve / K4-5 Ve / ? | 19                  |
| η Волопаса   | G0 V / V / ?        | 19                  |
| 39 Змеи      | G0-1 IV / ? / ?     | 19                  |